# Райан, Элизабет
Элизабет Монтегю (Банни) Райан (англ. Elizabeth Montague 'Bunny' Ryan; род. 5 февраля 1892, Анахайм — 6 июля 1979) — американская теннисистка-любительница, 3-я ракетка мира в 1927 году. 26-кратная победительница Уимблдонского турнира, чемпионата США и чемпионата Франции в женском и смешанном парных разрядах, трёхкратная финалистка Уимблдонского турнира и чемпионата США в одиночном разряде, победительница Кубка Уайтмен (1926) в составе сборной США, член Международного зала теннисной славы с 1972 года.

## Биография
Элизабет Райан родилась в Калифорнии в 1892 году и начала играть в лаун-теннис через 20 лет, в 1914 году завоевав свой первый титул на Уимблдонском турнире, где стала чемпионкой в паре с британкой Агнес Мортон. После Первой мировой войны она проживала в Великобритании, выступая в основном в европейских турнирах, однако сохранила американское гражданство и в 1926 году представляла США в Кубке Уайтмен (в «Историческом словаре тенниса» ошибочно указано, что в Кубке Уайтмен она представляла Великобританию).
В общей сложности Райан за годы теннисной карьеры завоевала более 650 титулов в разных разрядах, среди которых было звание чемпионки России в 1914 году в одиночном разряде и миксте. Дважды она оспаривала звание чемпионки в одиночном разряде на  Уимблдонском турнире (в 1921 году проиграв Сюзанн Ленглен, а в 1930 году — Хелен Уиллз-Муди) и один раз на чемпионате США (1926), где в финальном матче с Моллой Маллори не сумела реализовать матч-бол в третьем, решающем сете. В 1914 и 1920 годах на Уимблдоне она проигрывала в финале турнира претенденток, победительница которого затем выходила в раунд вызова против действующей чемпионки.
Однако основные успехи Райан пришлись на выступления в парах. Она выигрывала Уимблдонский турнир в женском парном разряде в общей сложности 12 раз, в том числе семь раз — с Сюзанн Ленглен, из них пять раз подряд с 1919 по 1923 год. Всего с 1914 по 1928 год Райан выиграла на Уимблдоне 50 матчей подряд в женском парном разряде, сдав без игры в 1924 году четвертьфинальный матч Хелен Уиллз и Хейзел Хочкисс-Уайтмен и проиграв в полуфинале турнира 1928 года. В смешанном парном разряде она побеждала на этом турнире семь раз с пятью разными партнёрами. На чемпионате Франции, который приобрёл международный статус только в 1925 году, Райан с 1930 по 1934 год завоевала четыре чемпионских звания в женских парах, а на чемпионате США, в котором участвовала лишь четыре раза, дважды становилась чемпионкой в миксте (в 1926 и 1933 годах) и один раз — в женских парах (в 1926 году). Райан ни разу не участвовала в четвёртом турнире Большой четвёрки — чемпионате Австралии.
В 1926 году, когда Хелен Уиллз-Муди не могла принять участие в матче Кубка Уайтмен, Райан была приглашена в сборную США на позицию первой ракетки. Она принесла сборной два очка в трёх встречах и помогла вернуть трофей в Америку. С 1925 по 1930 годы Райан постоянно попадала в рейтинг десяти лучших теннисисток мира, публикуемый в конце года газетой Daily Telegraph, и в 1927 году поднялась в нём на третье место. На корте она была известна своими рубящими ударами с лёта и редким чувством корта, которое превращало её в одного из самых желанных партнёров в парных соревнованиях.
В 1972 году имя Элизабет Райан было включено в списки Национального (позже Международного) зала теннисной славы. Под конец жизни Райан, завоевавшая 19 титулов на Уимблдонском турнире, стала свидетельницей того, как к её рекорду приближалась её соотечественница Билли-Джин Кинг, но не дожила всего одного дня до момента, когда он был побит: накануне двадцатого титула Кинг она потеряла сознание на трибунах Всеанглийского клуба лаун-тенниса и вскоре после этого скончалась.

## Финалы турниров Большого шлема за карьеру

### Одиночный разряд (0-3)
| Результат | Год  | Турнир                  | Покрытие | Соперница в финале | Счёт в финале |
| --------- | ---- | ----------------------- | -------- | ------------------ | ------------- |
| Поражение | 1921 | Уимблдонский турнир     | Трава    | Сюзанн Ленглен     | 2-6, 0-6      |
| Поражение | 1926 | Чемпионат США           | Трава    | Молла Маллори      | 6-4, 4-6, 7-9 |
| Поражение | 1930 | Уимблдонский турнир (2) | Трава    | Хелен Уиллз-Муди   | 2-6, 2-6      |

### Женский парный разряд (17-4)
| Результат | Год  | Турнир                   | Покрытие | Партнёрша        | Соперницы в финале                          | Счёт в финале   |
| --------- | ---- | ------------------------ | -------- | ---------------- | ------------------------------------------- | --------------- |
| Победа    | 1914 | Уимблдонский турнир      | Трава    | Агнес Мортон     | Этель Ларкомб Эдит Ханнам                   | 6-1, 6-3        |
| Победа    | 1919 | Уимблдонский турнир (2)  | Трава    | Сюзанн Ленглен   | Доротея Ламберт-Чамберс Этель Ларкомб       | 4-6, 7-5, 6-3   |
| Победа    | 1920 | Уимблдонский турнир (3)  | Трава    | Сюзанн Ленглен   | Доротея Ламберт-Чамберс Этель Ларкомб       | 6-4, 6-0        |
| Победа    | 1921 | Уимблдонский турнир (4)  | Трава    | Сюзанн Ленглен   | Уинифред Бимиш Айрин Пикок                  | 6-1, 6-2        |
| Победа    | 1922 | Уимблдонский турнир (5)  | Трава    | Сюзанн Ленглен   | Кэтлин Маккейн Маргарет Стокс               | 6-0, 6-4        |
| Победа    | 1923 | Уимблдонский турнир (6)  | Трава    | Сюзанн Ленглен   | Эвелин Кольер Джоан Остин                   | 6-3, 6-1        |
| Победа    | 1925 | Уимблдонский турнир (7)  | Трава    | Сюзанн Ленглен   | Кэтлин Бридж Мэри Макилкем                  | 6-2, 6-2        |
| Поражение | 1925 | Чемпионат США            | Трава    | Мэй Саттон-Банди | Мэри Браун Хелен Уиллз                      | 4-6, 3-6        |
| Победа    | 1926 | Уимблдонский турнир (8)  | Трава    | Мэри Браун       | Эвелин Кольер Кэтлин Маккейн                | 6-1, 6-1        |
| Победа    | 1926 | Чемпионат США            | Трава    | Элинор Госс      | Мэри Браун Шарлотт Чапин                    | 3-6, 6-4, 12-10 |
| Победа    | 1927 | Уимблдонский турнир (9)  | Трава    | Хелен Уиллз      | Бобби Хейн Айрин Пикок                      | 6-3, 6-2        |
| Победа    | 1930 | Чемпионат Франции        | Грунт    | Хелен Уиллз-Муди | Симона Барбье Симона Матьё                  | 6-3, 6-1        |
| Победа    | 1930 | Уимблдонский турнир (10) | Трава    | Хелен Уиллз-Муди | Эдит Кросс Сара Палфри                      | 6-2, 9-7        |
| Поражение | 1931 | Чемпионат Франции        | Грунт    | Цилли Ауссем     | Эйлин Беннетт-Уиттингстолл Элизабет Натхолл | 7-9, 2-6        |
| Победа    | 1932 | Чемпионат Франции (2)    | Грунт    | Хелен Уиллз-Муди | Эйлин Беннетт-Уиттингстолл Элизабет Натхолл | 6-1, 6-3        |
| Поражение | 1932 | Уимблдонский турнир      | Трава    | Хелен Джейкобс   | Дорис Метакса Джосейн Сигарт                | 4-6, 3-6        |
| Победа    | 1933 | Чемпионат Франции (3)    | Грунт    | Симона Матьё     | Колетт Розамбер Сильви Юнг-Энротен          | 6-1, 6-3        |
| Победа    | 1933 | Уимблдонский турнир (11) | Трава    | Симона Матьё     | Фреда Джеймс Билли Йорк                     | 6-2, 9-11, 6-4  |
| Поражение | 1933 | Чемпионат США (2)        | Трава    | Хелен Уиллз-Муди | Фреда Джеймс Элизабет Натхолл               | без игры        |
| Победа    | 1934 | Чемпионат Франции (4)    | Грунт    | Симона Матьё     | Хелен Джейкобс Сара Палфри                  | 3-6, 6-4, 6-2   |
| Победа    | 1934 | Уимблдонский турнир (12) | Трава    | Симона Матьё     | Дороти Эндрус Сильви Юнг-Энротен            | 6-3, 6-3        |

### Смешанный парный разряд (9-5)
| Результат | Год  | Турнир                  | Покрытие | Партнёр             | Соперники в финале                       | Счёт в финале   |
| --------- | ---- | ----------------------- | -------- | ------------------- | ---------------------------------------- | --------------- |
| Победа    | 1919 | Уимблдонский турнир     | Трава    | Рандольф Лисетт     | Доротея Ламберт-Чамберс Альбертем Преббл | 6-0, 6-0        |
| Поражение | 1920 | Уимблдонский турнир     | Трава    | Рандольф Лисетт     | Сюзанн Ленглен Джеральд Паттерсон        | 5-7, 3-6        |
| Победа    | 1921 | Уимблдонский турнир (2) | Трава    | Рандольф Лисетт     | Филлис Хоукинс Макс Вуснам               | 6-3, 6-1        |
| Поражение | 1922 | Уимблдонский турнир (2) | Трава    | Рандольф Лисетт     | Сюзанн Ленглен Пат О'Хара Вуд            | 4-6, 3-6        |
| Победа    | 1923 | Уимблдонский турнир (3) | Трава    | Рандольф Лисетт     | Дороти Шеферд-Баррон Льюис Дин           | 6-4, 7-5        |
| Поражение | 1925 | Уимблдонский турнир (3) | Трава    | Умберто де Морпурго | Сюзанн Ленглен Жан Боротра               | 3-6, 3-6        |
| Победа    | 1926 | Чемпионат США           | Трава    | Жан Боротра         | Хейзел Хочкисс-Уайтмен Рене Лакост       | 6-4, 7-5        |
| Победа    | 1927 | Уимблдонский турнир (4) | Трава    | Фрэнк Хантер        | Кэтлин Маккейн-Годфри Лесли Годфри       | 8-6, 6-0        |
| Победа    | 1928 | Уимблдонский турнир (5) | Трава    | Патрик Спенс        | Дафни Акхерст Джек Кроуфорд              | 7-5, 6-4        |
| Победа    | 1930 | Уимблдонский турнир (6) | Трава    | Джек Кроуфорд       | Хильда Кравинкель Даниэль Пренн          | 6-1, 6-3        |
| Победа    | 1932 | Уимблдонский турнир (7) | Трава    | Энрике Майер        | Джосейн Сигарт Гарри Хопман              | 7-5, 6-2        |
| Победа    | 1933 | Чемпионат США (2)       | Трава    | Эллсуорт Вайнз      | Сара Палфри Джордж Лотт                  | 11-9, 6-1       |
| Поражение | 1934 | Чемпионат Франции       | Грунт    | Адриан Квист        | Колетт Розамбер Жан Боротра              | 2-6, 4-6        |
| Поражение | 1934 | Чемпионат США           | Трава    | Лестер Стёфен       | Хелен Джейкобс Джордж Лотт               | 6-4, 11-13, 2-6 |